# Tixtla
Tixtla de Guerrero (Nahuatl: Tixtlan) is een plaats in Mexico, in de deelstaat Guerrero. De plaats heeft 21.720 inwoners (census 2005) en is de hoofdplaats van de gemeente Tixtla de Guerrero.
De naam is afkomstig van het Nahuatl en betekent ofwel "maïsdeeg", ofwel "onze vallei" ofwel "tempel bij het water". De plaats ligt ongeveer 20 km ten oosten van Chilpancingo. De bevolking was in 2000 33.620, waarvan 18% behoorde tot de oorspronkelijke bewoners van Mexico die oude talen Nahuatl en Tlapaneeks spraken.
Tixtla is de geboorteplaats van Vicente Guerrero (1783) en Ignacio Altamirano (1893). Tussen 1851 en 1870 was het de hoofdstad van Guerrero.
Andere plaatsen in de gemeente zijn Atliaca (5981 inwoners), Almolonga (1346 inw.), Zoquiapa (1243 inw.) en El Durazno (1070 inw.).

## Geboren
- Vicente Guerrero (1782-1831), leider tijdens de Mexicaanse Onafhankelijkheidsoorlog en president van Mexico (1829)